# Liste des lieux patrimoniaux du district de Thunder Bay
Cet article recense les lieux patrimoniaux du district de Thunder Bay inscrits au répertoire des lieux patrimoniaux du Canada, qu'ils soient de niveau provincial, fédéral ou municipal.

## Liste
| [ 1 ] | Lieu patrimonial                                      | Illustration                                      | Municipalité                  | Adresse                      | Coordonnées      | No    | Constr. | Prot.       | Rec. | Notes |
| ----- | ----------------------------------------------------- | ------------------------------------------------- | ----------------------------- | ---------------------------- | ---------------- | ----- | ------- | ----------- | ---- | ----- |
| F     | VIA Rail/Ancien gare ferroviaire de Canadien National | Téléverser                                        | Greenstone                    | Railway Avenue (at Main St.) | 50.177 -86.713   | 6802  | 1923    | GFP         | 1993 |       |
| F     | Site de la rivière Pic                                | Téléverser                                        | Pic River                     |                              | 48.6259 -86.2823 | 15782 |         | LHN         | 1981 |       |
| F     | Gare du Canadien Pacifique                            | Téléverser                                        | Schreiber                     | Brunswick Street             | 48.805 -87.265   | 4609  | 1924    | GFP         | 1993 |       |
| F     | Canadian Car & Foundry                                | Téléverser                                        | Thunder Bay                   | 1001 Montreal Street         | à géolocaliser   | 16408 | 1912    | LHN         | 2010 |       |
| F     | Édifice de Revenu Canada                              | Édifice de Revenu Canada                          | Thunder Bay                   | 201 May Street North         | 48.387 -89.246   | 4767  | 1915    | ÉFP reconnu | 1991 |       |
| F     | Édifice fédéral                                       | Téléverser                                        | Thunder Bay                   | 130 Syndicate Ave South      | 48.2833 -89.2476 | 10463 | 1936    | ÉFP reconnu | 1988 |       |
| F     | Gare Union                                            | Téléverser                                        | Thunder Bay                   | 440 Syndicate Ave S          | à géolocaliser   | 4546  | 1910    | GFP         | 1991 |       |
| F     | Manège militaire                                      | Téléverser                                        | Thunder Bay                   | 317 Park Avenue              | 48.4363 -89.2281 | 9616  | 1913    | ÉFP reconnu | 1994 |       |
| F     | Pavillon d'information touristique de Thunder Bay     | Pavillon d'information touristique de Thunder Bay | Thunder Bay                   | 164 Arthur Street            | 48.4346 -89.2188 | 7763  | 1909    | LHN         | 1986 |       |
| F     | Site archéologique Cummins                            | Téléverser                                        | Thunder Bay                   | Chemin Mapleward             | 48.4059 -89.3532 | 16843 |         | LHN         | 1981 |       |
| F     | Temple du travail finlandais                          | Temple du travail finlandais                      | Thunder Bay                   | 314, Bay Street              | 48.4322 -89.23   | 18724 | 1910    | LHN         | 2011 |       |
| F     | Phare                                                 | Téléverser                                        | Thunder Bay, Unorganized (en) | Île Caribou                  | 47.3394 -85.8256 | 10361 | 1911    | ÉFP classé  | 1990 |       |
| F     | Phare                                                 | Téléverser                                        | Thunder Bay, Unorganized (en) | Île Michipicoten             | 47.7382 -85.726  | 10365 | 1911    | ÉFP classé  | 1990 |       |
| F     | Phare                                                 | Téléverser                                        | Thunder Bay, Unorganized (en) | Île Pigeon                   | 44.0665 -76.5498 | 13343 | 1909    | ÉFP reconnu | 2006 |       |
| F     | Station de phare: phare                               | Téléverser                                        | Thunder Bay, Unorganized (en) | Île Battle                   | 48.7518 -87.5572 | 9683  | 1916    | ÉFP reconnu | 1991 |       |
| F     | Tour de phare                                         | Téléverser                                        | Thunder Bay, Unorganized (en) | Île Davieaux                 | 47.6694 -85.8108 | 4758  | 1918    | ÉFP reconnu | 1990 |       |